# بخاتي
بخاتي، قرية رئيسية تابعة لمركز شبين الكوم التابع لمحافظة المنوفية في جمهورية مصر العربية.

## التاريخ
قرية بخاتي من القرى القديمة، حيث وردت باسم «بخاتي» في أعمال المنوفية ضمن قرى الروك الناصري التي أحصاها ابن الجيعان في كتاب «التحفة السنية بأسماء البلاد المصرية»، وقال ابن الجيعان أنها من كفور البتانون. وفي العصر العثماني وردت باسم «بخاتي» في التربيع العثماني الذي أجراه الوالي العثماني سليمان باشا الخادم في عصر السلطان العثماني سليمان القانوني ضمن قرى ولاية المنوفية، وفي تاريخ 1228هـ/1813م الذي عدّ قرى مصر بعد المسح الذي قام به محمد علي باشا باسم «بخاتي» ضمن قرى مديرية المنوفية.

## السكان
بلغ عدد سكان بخاتي 12,712 نسمة، حسب الإحصاء الرسمي لعام 2006.